# Kanton Maisons-Alfort-Sud
Kanton Maisons-Alfort-Sud is een voormalig kanton van het Franse departement Val-de-Marne. Kanton Maisons-Alfort-Sud maakte deel uit van het arrondissement Créteil en telde 27.399 inwoners (1999).
Het werd opgeheven bij decreet van 17 februari 2014 met uitwerking in maart 2015 en samengevoegd met het 
kanton Maisons-Alfort-Nord tot het nieuwe kanton Maisons-Alfort.

## Gemeenten
Het kanton Maisons-Alfort-Sud omvatte enkel het zuidelijk deel van de gemeente Maisons-Alfort.